# Dirk Andres
Dirk Andres (* 1970 in Düsseldorf) ist ein deutscher Rechtsanwalt, Restrukturierungsberater und Insolvenzverwalter.

## Karriere
Andres studierte Rechtswissenschaften an der Universität Köln. 1998 wurde er mit der Arbeit Die Integration moderner Technologien in den Betrieb in Köln zum Doktor der Rechtswissenschaften promoviert. Nach seiner Zulassung als Rechtsanwalt stieg er 2000 in die Kanzlei seines Vaters ein. Seit 2001 wird er als Insolvenzverwalter bestellt. Er ist Fachanwalt für Insolvenz- und Sanierungsrecht.
Als Restrukturierungsberater unterstützte Andres die Eigenverwaltungen und Schutzschirmverfahren von Unternehmen wie der Hugo Karrenberg & Sohn GmbH & Co. KG, der Dachziegelwerke Nelskamp GmbH, der Friedrich Wilhelms-Hütte Eisenguss GmbH, der Clemens Kleine Unternehmensgruppe sowie der ATB Schorch. Daneben beriet er unter anderem Lieferanten während der Insolvenzen von Quelle und Schlecker.
Andres war als Restrukturierungsgeschäftsführer der Peek & Cloppenburg (Düsseldorf) tätig.
Als Insolvenzverwalter bearbeitete Andres Verfahren wie die der Hänsel Textil Gruppe, der Heitkamp Bauholding, des Handballbundesligisten DHC Rheinland, der Reiseveranstalter GTI Travel und Buchmal Reisen, der Privatbrauerei Iserlohn GmbH, der Wilhelm Kirchhoff GmbH, der Strauss Innovation GmbH, der Wollschläger-Gruppe sowie der Pampus Automotive GmbH & Co. KG. Als Sachwalter unterstütze er die Sanierung der Reformhaus Bacher GmbH & Co. KG aus Düsseldorf. Bei der Saurer Spinning Solutions aus Übach-Palenberg war Andres als vorläufiger Sachwalter bestellt. 
Seit Oktober 2017 wird Andres vom Fachverlag Juve im Ranking „Führende Namen in der Insolvenzverwaltung“ geführt. Seit 2018 führt ihn die WirtschaftsWoche in ihrer Liste der renommiertesten Insolvenzrechtler Deutschlands, der Fachverlag Best Lawyers seit 2020 im Ranking Deutschlands Beste Anwälte 2020 für den Bereich Restrukturierung und Insolvenzrecht. Seine Kanzlei wurde vom Fachverlag Juve 2013 als Kanzlei des Jahres für Insolvenzverwaltung ausgezeichnet. Sie hat ihren Hauptsitz in Düsseldorf.
Am 13. Juni 2024 wurde Dirk Andres zum Honorarprofessor an der Juristischen Fakultät der Heinrich-Heine-Universität ernannt.

## Mitgliedschaften/Funktionen
Dirk Andres ist Mitglied im Arbeitskreis Insolvenzwesen Köln e. V. sowie im Verband Insolvenzverwalter und Sachwalter Deutschlands (VID). Seit 2013 ist er Vorstand der Düsseldorfer Vereinigung für Insolvenz- und Sanierungsrecht e. V. sowie Mitglied im wissenschaftlichen Beirat des Instituts für Insolvenz- und Sanierungsrecht (ISR) der Heinrich-Heine-Universität (HHU). Im März 2016 wurde er in den Gravenbrucher Kreis aufgenommen, den Zusammenschluss führender Insolvenzverwalter in Deutschland. Er ist Gründungs- und Vorstandsmitglied des Forum 270 – Qualität und Verantwortung in der Eigenverwaltung e. V., in dem sich führende Restrukturierungsberater und Insolvenzpraktiker zusammengeschlossen haben.

## Veröffentlichungen
- Mitautor im Handbuch „Restrukturierung, Sanierung, Insolvenz“ Buth/Hermanns (5. Auflage), 2022
- Mitautor und Herausgeber des Kommentars zur Insolvenzordnung Andres/Leithaus (4. Auflage), 2018
- Mitautor der 3. Auflage des Anwaltshandbuchs Insolvenzrecht, herausgegeben von Runkel/Schmidt, 2014
- Mitautor des Kommentars zur Insolvenzordnung Nerlich/Römermann, §§ 35–55 sowie §§ 148–155, Loseblattsammlung
- Andreas Möhlenkamp, Dirk Andres: Eigenverwaltung in der Insolvenz. Wann ja, wann nein? 1. Auflage. Walhalla Fachverlag, Regensburg 2013, ISBN 978-3-8029-3584-8.
- Dirk Andres: Die Integration moderner Technologien in den Betrieb. Eine Untersuchung zum Mitbestimmungsrecht des § 87 Abs. 1 Nr. 6 BetrVG. Duncker & Humblot 2000, ISBN 3-428-09914-1.
- Dirk Andres: Fünf Jahre ESUG: Ein Blick aus der Sanierungspraxis Insolvenzblog.de[11], 12. April 2017